# Martin-Luther-Kirche (Berlin-Neukölln)

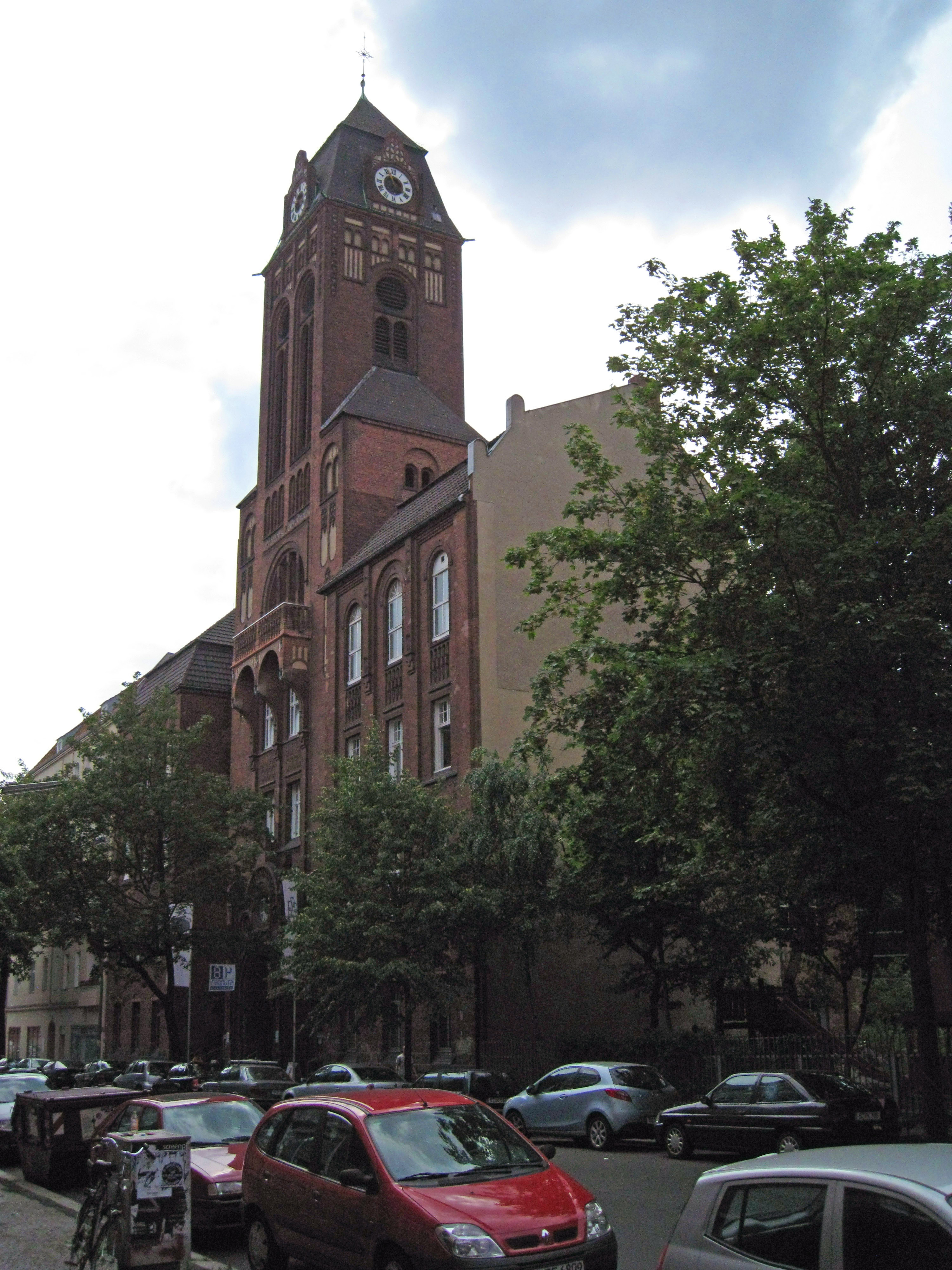
Martin-Luther-Kirche

Die Martin-Luther-Kirche im heutigen Berliner Ortsteil Neukölln wurde im Stil der Neugotik von Fritz Gottlob errichtet. Der Grundstein wurde am 2. Juli 1908 gelegt. An der Einweihung der Kirche am 15. November 1909 nahm als Vertreter des Kaiserhauses Prinz August Wilhelm teil. Im Zweiten Weltkrieg wurde die Kirche zerstört; der Wiederaufbau begann 1952 unter dem Architekten W. Rossa. Der Turmhaube wurde verkürzt wiederhergestellt. 1953 erfolgte das Richtfest für das Kirchenschiff. Am 20. Januar 1957 weihte Bischof Otto Dibelius die wieder aufgebaute Kirche ein, die mittlerweile unter Denkmalschutz steht. 1970 wurde nach Plänen des Architekten Günter Kohlhaus mit einem Umbau begonnen, der mit der Einweihung am 1. Oktober 1972 einen vorläufigen Abschluss fand.

## Geschichte

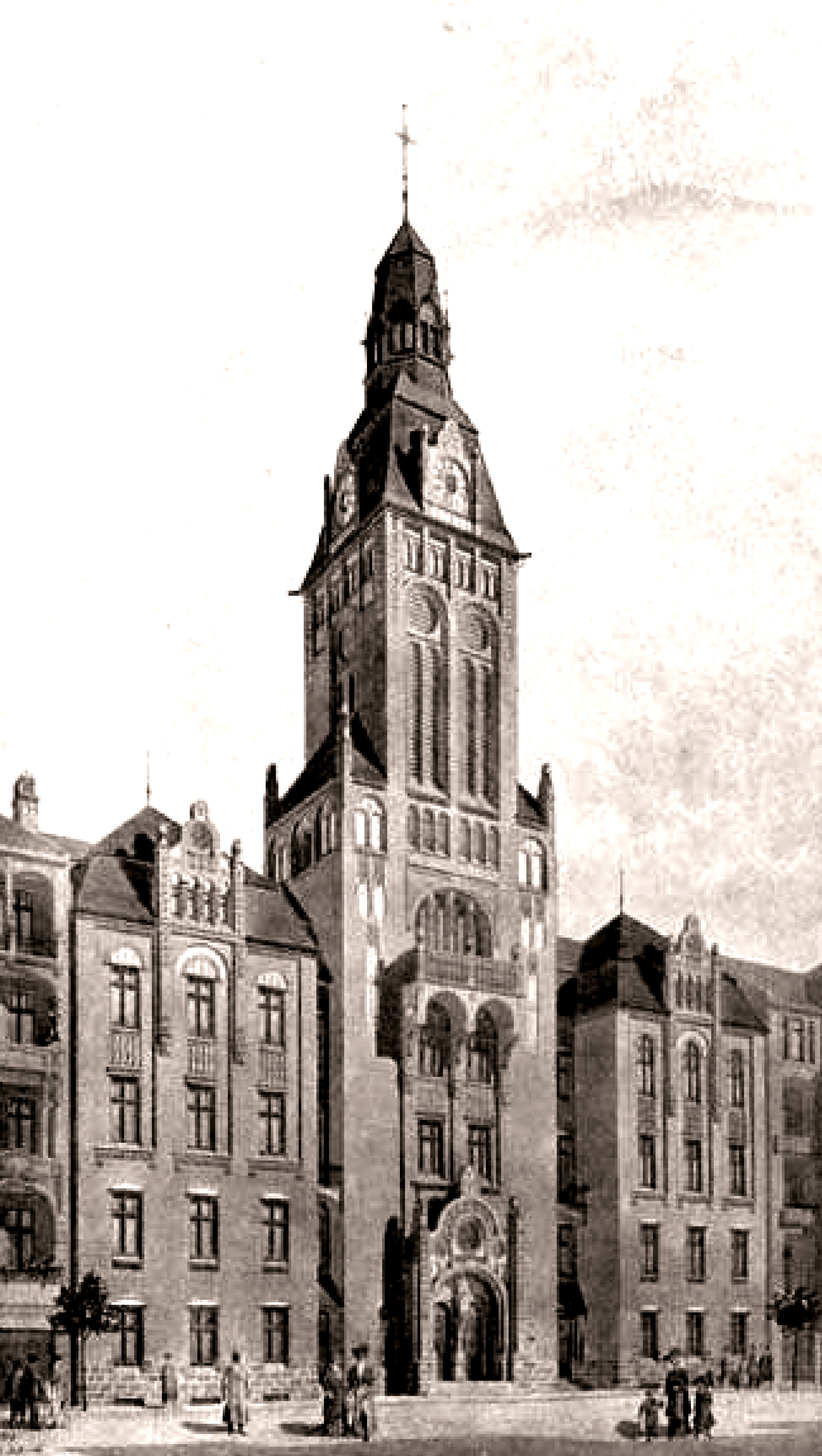
Martin-Luther-Kirche, 1908

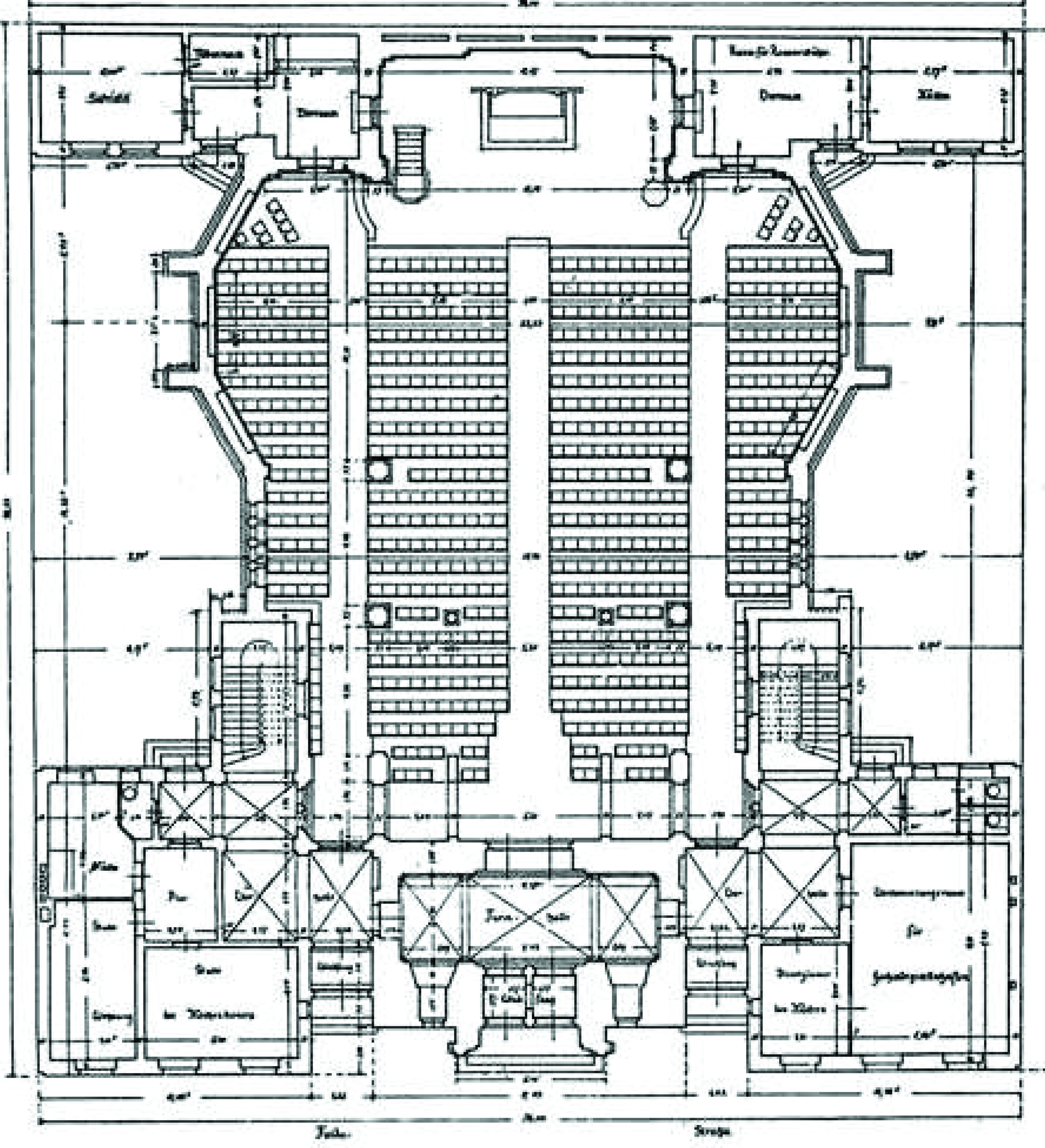
Martin-Luther-Kirche Grundriss

Das damalige Deutsch-Rixdorf entwickelte sich im Zuge der Industrialisierung von einer Dorfgemeinde zu einer riesigen Großstadtgemeinde. Schon lange war die alte Dorfkirche am Richardplatz in Rixdorf für den sonntäglichen Gottesdienst zu klein geworden, aber erst am 12. Juli 1877 wurde der Grundstein für eine weitere Kirche, Magdalenenkirche, gelegt, die am 25. März 1879 eingeweiht wurde. Nach Einweihung der Genezarethkirche 1905 sollte für den nordöstlichen Stadtteil des inzwischen auf rund 15.000 evangelische Christen angewachsenen Rixdorf eine große Kuppelkirche auf dem Reuterplatz mit 1200 Plätzen erbaut werden, wogegen das Grundbuchamt Einspruch erhob. Stattdessen erfolgte der Bau zweier kleinerer Kirchen in Straßenfluchten.
Die Baukosten der Martin-Luther-Kirche in der Fuldastraße, bei der der Kirchraum platz- und kostensparend mit dem Gemeinde- und Pfarrhaus unter einem Dach verbunden wurden, betrugen 300.000 Mark (kaufkraftbereinigt in heutiger Währung: rund 2,32 Millionen Euro). Der Kirchraum fasste ursprünglich 1050 Plätze.
Nachdem die Kirche am 29. Januar 1944 vollständig ausgebrannt war, wurde sie nach schwierigem Wiederaufbau am 20. Januar 1957 erneut eingeweiht. In der Zwischenzeit, am 1. April 1948, wurde die Stadtkirchengemeinde Neukölln aufgelöst und auch die Kirchengemeinde Martin-Luther wurde selbständig.

## Gebäude
Das kurze Langhaus der kreuzförmigen Kirche besteht aus einem Mittelschiff und zwei Seitenschiffen mit polygonal abgeschlossenen kurzen Querschiffen und einem flachen rechteckigen Chor. Dadurch wirkt die Kirche fast wie ein Zentralbau. Der dem Kirchenschiff quer vorgelagerte rechteckige Turm wird von zwei dreiachsigen, viergeschossigen Pfarr- und Gemeindehaustrakten in geschlossener Bebauung flankiert. Das Kirchenschiff erstreckt sich, dahinter verborgen, auf dem rückwärtigen Teil des Grundstücks. An der Straßenseite weist lediglich der Glockenturm auf die Bestimmung des Gebäudes hin.
Der Mauerwerksbau ist mit roten Ziegeln verblendet. Der Sockel besteht aus Feldsteinen. In der Turmachse befinden sich ein reich verzierter Portalvorbau und ein Balkon. Der obere quadratische Turmschaft hat Rundbogenarkaden und Pfeiler. Der steile Mansardhelm mit Uhrgiebeln hatte eine oktogonale Laterne, die nach dem Krieg aus Gründen der Luftsicherheit wegen des benachbarten Flughafens Tempelhof nicht wieder aufgebaut wurde.
Im Jahr 1970 wurde nach Plänen des Architekten Günter Kohlhaus mit einem Umbau begonnen. Der Kirchraum wurde auf 350 Plätze verkleinert, wodurch ein Gemeindesaal und sechs Gemeinderäume entstanden. Zur Verbesserung der Akustik erhielt der Kirchraum eine eingehängte flache Holzdecke. Die Altaranlage war nunmehr im Raum beweglich untergebracht. Nach Abbruch der alten Treppenhäuser erhielt der Turm einen neuen Aufgang. Dadurch wurde Raum für eine Altentagesstätte, für Kinderräume und einen Jugendclub gewonnen. Am 1. Oktober 1972 wurde die Kirche samt dem Mosaikbild ihres Namenspatrons Martin Luther, hergestellt von den Werkstätten Puhl & Wagner, erneut eingeweiht.

## Inneres
Die Backsteinarchitektur mit neoromanischen und neogotischen Elementen prägte damals nicht nur die äußere Gestalt der Kirche, sondern auch ihre Innenräume. Beim Wiederaufbau wurde die Kirche selbst in einem nüchternen, klaren Stil ausgebaut. Die Innenwände und die Decke wurden im Unterschied zum ursprünglichen Bau verputzt.
Unter Leitung des Architekten G. Schlotter ließ die Gemeinde in den Jahren 1995–2002 das Erdgeschoss aus- und umbauen, um das Haus einladender zu gestalten. Neue Türen rückten den Kirchraum optisch wieder stärker ins Zentrum.

## Orgel

### 1909–1944

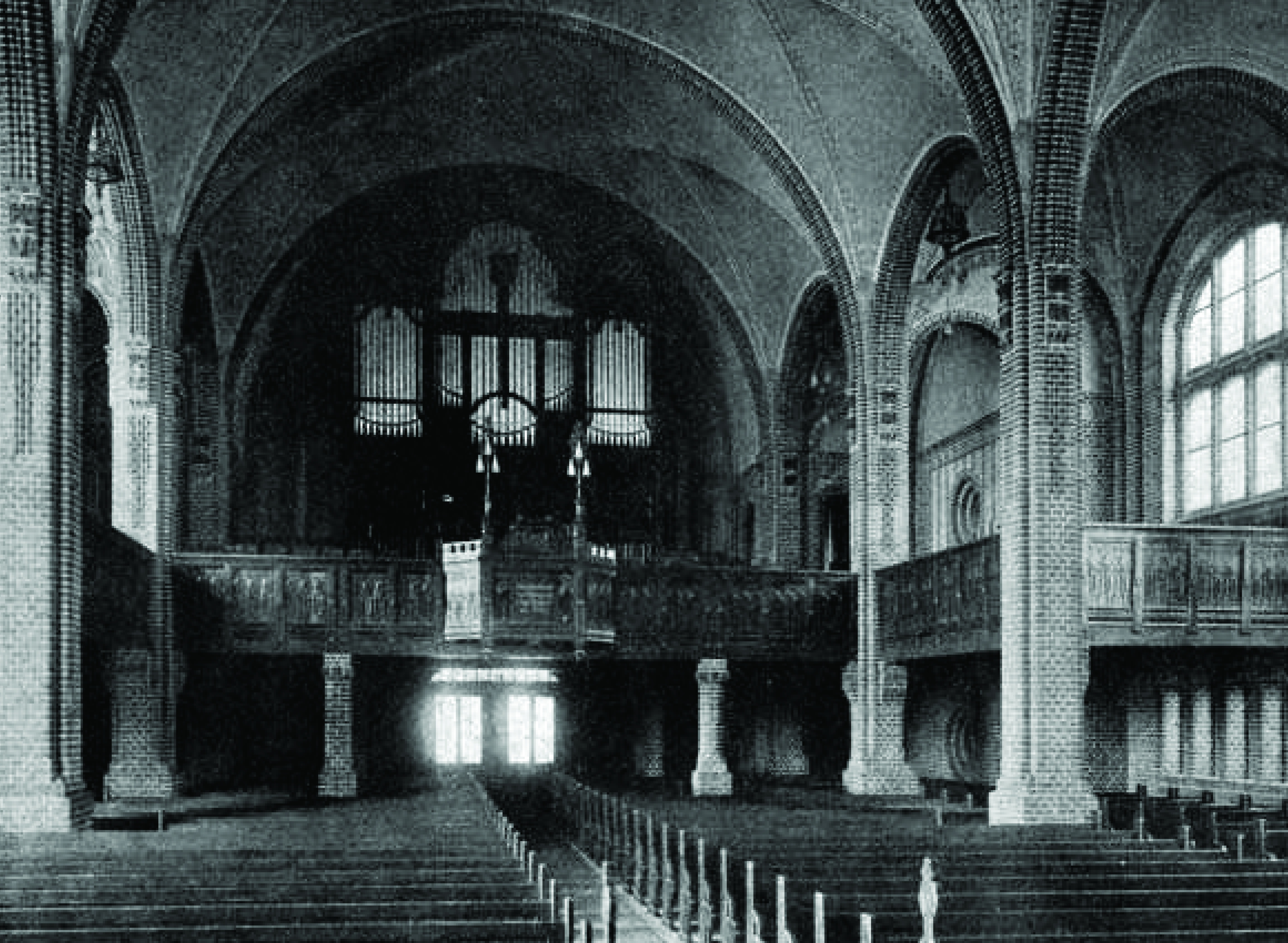
Die Parabrahm-Orgel der Martin-Luther-Kirche, 1910

1909 erbaute der Orgelbauer Friedrich Weigle (Sohn) in der Martin-Luther-Kirche eine von überhaupt nur drei Parabrahm-Orgeln, die jemals hergestellt wurden. Dies war ein besonderer Orgeltypus der Spätromantik, welcher – in Verbindung mit einem integrierten Harmonium der Firma J & P Schiedmayer im III. Manual – besonders reichhaltige dynamische Möglichkeiten zuließ (stufenloses Laut- und Leiserwerden des Orgelklangs bei Erhalt der Klangfarbe). Die 1927 von 17 auf 36 Register erweiterte Orgel brannte 1944 zusammen mit der Kirche ab. Die Disposition lautete (wenn nicht anders angemerkt, sind die Register von 1909):
| I Manual (Schwellwerk) C–c4 |                |     |         |
| 1.                          | Bordun         | 16′ | 1927    |
| 2.                          | Principal      | 8′  | Hochdr. |
| 3.                          | Seraphon-Gamba | 8′  | Hochdr. |
| 4.                          | Gedeckt        | 8′  |         |
| 5.                          | Gemshorn       | 8′  | 1927    |
| 6.                          | Dulciana       | 8'  | 1927    |
| 7.                          | Oktave         | 4′  |         |
| 8.                          | Rohrflöte      | 4′  | 1927    |
| 9.                          | Mixtur IV      |     | 1927    |
| 10.                         | Oboe           | 8′  | 1927    |

| II Manual (Schwellwerk) C–c4 |                          |       |         |
| 11.                          | Gedeckt                  | 16′   | 1927    |
| 12.                          | Geigenprincipal          | 8′    | 1927    |
| 13.                          | Seraphon-Gedeckt         | 8′    | Hochdr. |
| 14.                          | Salicional               | 8′    |         |
| 15.                          | Flöte                    | 8′    |         |
| 16.                          | Aeoline                  | 8′    | 1927    |
| 17.                          | Vox coelestis            | 8′    | 1927    |
| 18.                          | Viola                    | 4′    | 1927    |
| 19.                          | Traversflöte             | 4′    | 1927    |
| 20.                          | Quintflöte               | 2 ⁄3′ | 1927    |
| 21.                          | Nachthorn                | 2′    | 1927    |
| 22.                          | Harmonia aetherea III–IV |       | 1927    |
| 23.                          | Tuba mirabilis           | 8′    | Hochdr. |
|                              | Orchester-Celesta forte  |       |         |
|                              | Orchester-Celesta piano  |       |         |

| III Manual (Harmonium) C–c4 |                 |     |  |
|                             | Bass            |     |  |
| 24.                         | Cello           | 8′  |  |
| 25.                         | Geigenorchester | 8′  |  |
| 26.                         | Horn            | 8′  |  |
| 27.                         | Prinzipal       | 8′  |  |
| 28.                         | Gamba           | 16′ |  |
| 29.                         | Echobaß         | 16' |  |
|                             | Diskant         |     |  |
| 24.                         | Aeoline         | 8′  |  |
| 25.                         | Geigenorchester | 8′  |  |
| 26.                         | Geigenprinzipal | 8′  |  |
| 27.                         | Orchesterflöte  | 8′  |  |
| 28.                         | Gamba           | 16′ |  |
| 29.                         | Echobaß         | 16' |  |

| Pedal C–f1 |                |     |         |
| 30.        | Fundamentalbaß | 16′ | Hochdr. |
| 31.        | Prinzipalbaß   | 16′ | Hochdr. |
| 32.        | Subbaß         | 16′ |         |
| 33.        | Zartbaß        | 16′ | 1927    |
| 34.        | Cello          | 8′  | 1927    |
| 35.        | Choralbaß      | 4′  | 1927    |
| 36.        | Posaune        | 16′ | 1927    |

Hochdr. = Hochdruckstimmen (alle von 1909)
- Koppeln: II/I, III/I, III/II, I/P, II/P, III/P, sub I/I, sub II/I, super I/I, super II/I, super III/I, Melodiekoppel II/I geteilt in Bass und Diskant, Melodiekoppel III/I, Basskoppel P/I
- Spielhilfen: Registerschweller als Walze mit Anzeiger, 2 Schwelltritte, 2 Expressionstritte mit Knieauslöser für das III. Manual und auf verschiedenen Stellungen feststellbar, Druckknopf Tutti III, Druckknopf Tutti für das ganze Werk, Tonmoderator und Tonschweller für die Harmoniumstimmen des III. Manuals
- Traktur: pneumatische Membranladen

Bei den beiden Celestas im II. Manual handelte es sich um Register, bei denen Stahlplatten mit Metallhämmerchen angeschlagen wurden, ähnlich dem gleichnamigen Orchesterinstrument.

### Seit 1959

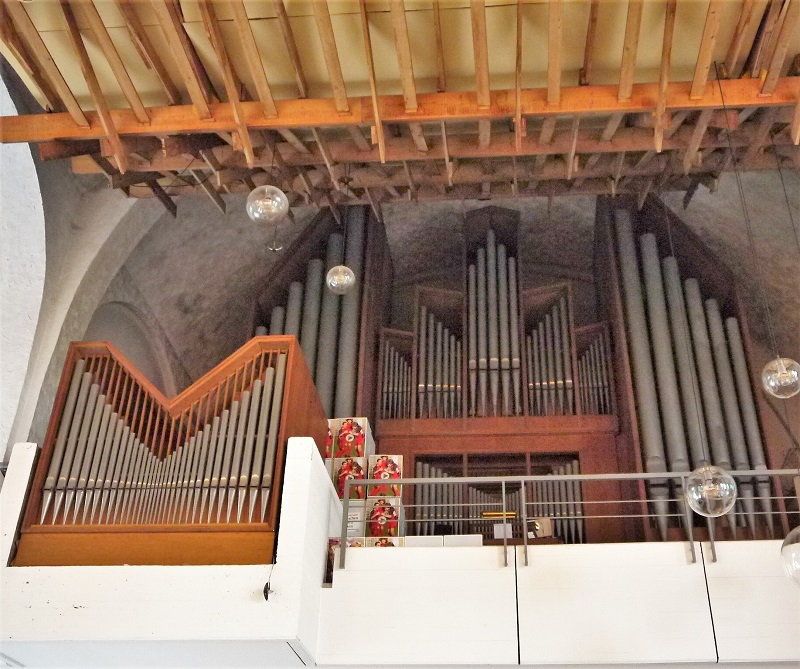
Heutige Walcker-Orgel der Martin-Luther-Kirche

Nach dem Wiederaufbau erhielt die Kirche zum 50-jährigen Jubiläum 1959 eine Orgel von Walcker (Disposition: Berthold Schwarz; Opus 3804). Zunächst zweimanualig, wurde das Instrument 1962 um ein Rückpositiv auf Dreimanualigkeit erweitert. Derzeit (2020) soll die Orgel im Zuge einer Reinigung und Generalsanierung auch eine neue Elektrik samt elektronischer Setzeranlage erhalten. Die Firma Alexander Schuke Orgelbau ist mit den Arbeiten beauftragt, für die ca. 105.000 € veranschlagt sind. Die Disposition lautet:
| I Rückpositiv C–g3 |                       |       |     |
| 1.                 | Singend Gedackt       | 8′    |     |
| 2.                 | Italienisch Praestant | 4′    | Pr. |
| 3.                 | Rohrflöte             | 4′    |     |
| 4.                 | Schweizer Pfeife      | 2′    |     |
| 5.                 | Superquinte           | 1 ⁄3′ |     |
| 6.                 | Sesquialtera II       | 2 ⁄3′ |     |
| 7.                 | Scharff IV-V          |       |     |
| 8.                 | Rankett               | 16′   |     |
| 9.                 | Krummhorn             | 8′    |     |
|                    | Tremulant             |       |     |

| II Hauptwerk C–g3 |             |       |     |
| 10.               | Quintatön   | 16′   |     |
| 11.               | Principal   | 8′    | Pr. |
| 12.               | Spitzflöte  | 8′    |     |
| 13.               | Oktave      | 4′    |     |
| 14.               | Koppelflöte | 4′    |     |
| 15.               | Nasat       | 2 ⁄3′ |     |
| 16.               | Waldflöte   | 2′    |     |
| 17.               | Mixtur VI   |       |     |
| 18.               | Trompete    | 8′    |     |

| III Brustwerk C–g3 |             |    |     |
| 19.                | Holzgedackt | 8′ |     |
| 20.                | Nachthorn   | 4′ | Pr. |
| 21.                | Principal   | 2′ |     |
| 22.                | Oktävlein   | 1′ |     |
| 23.                | Terzian II  |    |     |
| 24.                | Cymbel III  |    |     |
| 25.                | Regal       | 8′ |     |
|                    | Tremulant   |    |     |

| Pedal C–f1 |              |     |     |
| 26.        | Principal    | 16′ | Pr. |
| 27.        | Subbaß       | 16′ |     |
| 28.        | Oktave       | 8′  |     |
| 29.        | Rohrpfeife   | 8′  |     |
| 30.        | Nachthorn    | 4′  |     |
| 31.        | Flachflöte   | 2′  |     |
| 32.        | Hintersatz V |     |     |
| 33.        | Posaune      | 16′ |     |
| 34.        | Trompete     | 8′  |     |
| 35.        | Clairon      | 4′  |     |

Pr. = Register steht im Prospekt
- Koppeln: I/II, III/II, I/P, II/P, III/P
- Spielhilfen: 2 freie Kombinationen, Tutti, Auslöser, Zungeneinzelabsteller
- Traktur: mechanische Spieltraktur (Schleifladen), elektrische Registertraktur

## Glocken
Der Turm erhielt 1909 drei Gussstahlglocken, die vom Bochumer Verein hergestellt wurden.
| Glocke    | Schlagton | Gewicht (kg) | Durchmesser (cm) | Höhe (cm) | Inschrift                         |
| --------- | --------- | ------------ | ---------------- | --------- | --------------------------------- |
| 1. Glocke | e′        | 1150         | 139              | 110       | EIN FESTE BURG IST UNSER GOTT!    |
| 2. Glocke | g′        | 0730         | 117              | 95        | DAS WORT SIE SOLLEN LASSEN STAHN! |
| 3. Glocke | b′        | 0360         | 096              | 78        | GERECHT ALLEIN DURCH DEN GLAUBEN! |